# Escobar de Campos
Escobar de Campos település Spanyolországban, León tartományban. Lakosainak száma 31 fő (2024).

## Földrajza
Escobar de Campos Grajal de Campos, Moratinos, Población de Arroyo és Villada községekkel határos.

## Népesség
A település lakosságának változását az alábbi diagram mutatja:
| Lakosok száma | 79   | 74   | 66   | 60   | 52   | 48   | 42   | 39   | 31   | 31   |
|               | 2001 | 2004 | 2007 | 2009 | 2012 | 2014 | 2017 | 2019 | 2022 | 2024 |